# Melinda Jacobs
Maria Melinda Jacobs (under en tid Jacobs Hildeskog), född 30 april 1984 i Norra Skrävlinge församling, är en svensk familjehemsförälder som  uppmärksammades på nationell nivå i samband med Fallet Lilla hjärtat. 

## Biografi
Melinda Jacobs växte upp i Teckomatorp i Skåne. Efter föräldrarnas skilsmässa när hon var sex år gammal var hon bosatt hos sin far. Hon arbetade som skötare inom psykiatrin i Motala fram till 2020 då hon blev familjehemsmamma på heltid. Jacobs var 2009–2012 gift med musikern Anders Hildeskog, batterist i dansbandet Wahlströms, och 2016–2020 med musikern Lasse Lundberg Jacobs från dansbandet Blender. Hon har fyra biologiska barn och därtill flera fosterbarn. Tillsammans med musikern Martin "E-type" Eriksson fick hon en dotter 2023. Paret gifte sig i Vadstena kyrka 16 september 2023.

## Fallet Lilla hjärtat
Sju veckor gammal kom Esmeralda Gustafsson (2016–2020), i medierna kallad Lilla hjärtat, till Jacobs och hennes dåvarande make Lasse Lundberg i Vadstena. Efter att de biologiska föräldrarna i Norrköping överklagat placeringen återfördes Esmeralda vid tre års ålder till dem. Tio månader senare hittades hon död. Fallet blev en riksnyhet.

### Uppmärksamhet
Jacobs har bjudits in till debatt i riksdagen och medverkat i media. Fallet Lilla hjärtat ledde till flera lagändringar.
Jacobs utsågs av Expressen till Årets Kvinna 2021 för sin kamp för utsatta barns rättigheter. Hon kom på andra plats (efter Anders Tegnell) när Icakurirens läsare korade årets viktigaste svensk 2021.
I november 2022 sände SVT dokumentären "Mammahjärtat" där dokumentärfilmaren My Sandström under ett år följde Jacobs.